# Alexander Stephen and Sons
Alexander Stephen and Sons Limited, oft auch nur als Alex Stephens oder Stephens bezeichnet, war ein schottisches Schiffbauunternehmen am River Clyde in Linthouse, Govan in Glasgow.

## Geschichte
Das Unternehmen wurde von Alexander Stephen gegründet, der 1750 in Burghead am Moray Firth begann, Schiffe zu bauen.
1793 gründete einer seiner Nachfahren, William Stephen, ein Schiffbauunternehmen in Footdee in Aberdeen.
Im Jahre 1813 eröffnete ein weiteres Mitglied der Familie namens William ein Schiffbauunternehmen in Arbroath.
Alexander Stephen, ein Mitglied der dritten Familiengeneration, führte 1828 die Unternehmen in Aberdeen und Arbroath zusammen und verlegte die Produktion 1842 auf die Panmure-Werft in Dundee, nachdem bereits 1829 die Werft in Aberdeen geschlossen worden war. 1850 wurde ein Teil des Unternehmens auf die Kelvinhaugh-Werft nahe Glasgow verlegt, die heute als Yorkhill Quay bekannt ist. Die Werft in Arbroath wurde dann 1857 endgültig geschlossen. 1870 wurde der Betrieb erneut verlegt, diesmal auf das 1868 erworbene Gelände in Linthouse nahe Glasgow.
1883 ereignete sich ein schwerer Unfall, als der Dampfer Daphne unmittelbar nach dem Stapellauf kenterte. 124 Werftarbeiter verloren bei diesem Unglück ihr Leben.
Im Jahre 1968 wurde das Unternehmen, einer Empfehlung des Geddes Reports gemäß, mit drei anderen Schiffbaufirmen zusammengeschlossen: Yarrow Shipbuilders in Scotstoun, Charles Connell & Company in Scotstoun und John Brown & Company in Clydebank. Der neue Werftenverbund bekam den Namen Upper Clyde Shipbuilders. 1971 brach auch dieses Unternehmen zusammen und wurde liquidiert.